# Esmeralda (Vorname)
Der Name Esmeralda stammt aus dem Spanischen und bedeutet Smaragd oder allgemeiner Edelstein. Eine bekannte fiktive Namensträgerin ist die Tänzerin (La) Esmeralda aus dem historischen Roman Der Glöckner von Notre-Dame von Victor Hugo. Im Roman Doktor Faustus von Thomas Mann spielt die 'Haetera esmeralda' eine wichtige Rolle.

## Bekannte Namensträgerinnen
- Esmeralda Arboleda (1921–1997), kolumbianische Politikerin, 1958 als erste Frau in den kolumbianischen Senat gewählt
- Esmeralda Barros (1944–2019), brasilianische Schauspielerin
- Caro Emerald, eigentlich Caroline Esmeralda van der Leeuw (* 1981), niederländische Sängerin
- Esmeralda de Jesus Garcia (* 1959), brasilianische Leichtathletin und Olympiateilnehmerin im Weitsprung.
- Esmeralda Grao (* 1968), spanische Komponistin
- Esmeralda Ruspoli (1928–1988), italienische Schauspielerin
- Esmeralda Cárdenas Sánchez (* 1975), Abgeordnete im Kongress der Union Mexiko
- Esmeralda Santiago (* 1948), Schriftstellerin aus Puerto Rico
- Esmeralda Encarnacion Despiau (* 2006 oder 2007), puerto-ricanische Schwimmerin, Medaillengewinnerin bei Special Olympics Weltspielen